# Telem (wieś)
Telem (hebr.: תלם) – wieś położona w samorządzie regionu Har Chewron, w Dystrykcie Judei i Samarii, w Izraelu.
Leży w południowej części Judei w górach Judzkich, w otoczeniu terytoriów Autonomii Palestyńskiej.

## Historia
Osada powstała w 1982 jako wojskowy punkt obserwacyjny, który w 1983 został zdemilitaryzowany. Osiedlili się wówczas tutaj cywilni osadnicy żydowscy.

## Komunikacja
Przy wiosce przebiega droga ekspresowa nr 35  (Aszkelon–Hebron).